# 동암로 (대구)
동암로(Dongam-ro)는 대구광역시 북구 읍내동 칠곡우체국네거리 에서 국우동 구암삼거리 를 잇는 대구광역시의 도로이다.

## 주요 경유지
대구광역시
- 북구 (읍내동 . 동천동 . 국우동)

## 노선
| 이름             | 접속 노선                      | 소재지 | 소재지 | 비고 |
| ---------------- | ------------------------------ | ------ | ------ | ---- |
| 칠곡우체국네거리 | 국도 제5호선 (칠곡중앙대로)    | 북구   | 읍내동 |      |
| 거동교           |                                | 북구   | 읍내동 |      |
|                  | 동천동                         | 북구   |        |      |
| 거동네거리       | 팔거천동로                     | 북구   |        |      |
| 천암네거리       | 대구광역시도 제43호선 (동천로) | 북구   |        |      |
| (이름없음)       | 대구광역시도 제45호선 (학정로) | 북구   |        |      |
| 동암네거리       | 학정동로 구암서로              | 북구   | 국우동 |      |
| 구암삼거리       | 구암로                         | 북구   | 국우동 |      |

## 주요 건물 및 시설
- 동북지방통계청 (동암로 64/동천동 951-1)
- 메가박스 대구세븐밸리 (동암로 90/동천동 894-1)
- SK텔레콤 T world SM대리점 칠곡3지구점 (동암로 96/동천동 895-1)
- LG유플러스 동천동 칠곡프라자점 (동암로 96/동천동 895-1)
- 교보문고 칠곡점 (동암로 104/동천동 895-4)
- 새마을금고 오봉새마을금고 동암로지점 (동암로 110/동천동 896-1)
- 메가박스 북대구칠곡 (동암로 120/동천동 895-2)
- 대구강북경찰서 (동암로 130/구암동 771-1)
- 강북지구대 (동암로 171/국우동 1099-7)